# تپه مزرعه علی بولاغی
تپه مزرعه علی بولاغی مربوط به دوره اشکانیان است و در شهرستان ابهر، بخش مرکزی، دهستان صایین قلعه، ۱۲۸۰ متری شمال غرب روستای داش بولاغ واقع شده و این اثر در تاریخ ۲۶ دی ۱۳۸۶ با شمارهٔ ثبت ۲۰۵۰۱ به‌عنوان یکی از آثار ملی ایران به ثبت رسیده است.